# シェウチェンコヴェの戦い
シェウチェンコヴェの戦い（シェウチェンコヴェのたたかい）は、ウクライナの東部反攻における2番目の戦いであり、2022年9月7日に始まった。

## 背景
2022年ロシアのウクライナ侵攻初期、ロシア軍はクプヤンシク、シェウチェンコヴェ、バラクリヤの町を含むハルキウ州東部の大部分を占領した。3月から5月上旬まで、ハルキウ州の戦闘の大半はハルキウとイジュームに集中していた。
4月上旬、ロシア軍はイジュームを占領し（イジュームの戦い）、ウクライナ軍は5月上旬までにハルキウの防衛に成功した（ハルキウの戦い）。その後、ロシアとウクライナはセベロドネツク市、リシチャンシク市、広範なドンバス地域に注力したため、戦線は停滞し始めた。
2022年7月から8月にかけて、ウクライナとロシアの両メディアはヘルソン州でのウクライナの反攻の主張を詳説し、最終的に2022年8月29日に同州での反攻が開始された。反攻の進展は遅く、ウクライナ軍は大きな損失を被り、ロシアの頑強な抵抗に直面した。しかしながら9月6日にウクライナ軍はハルキウ州東部で奇襲的反攻を開始し、初日にバラクリヤを巡る戦闘が始まった。

## 戦闘
9月7日までにバラクリヤは包囲され、市の東部と中心部で戦闘が起きていた。戦闘は9月8日に終結し、ウクライナ軍はバラクリヤ全域を制圧した。バラクリヤを迅速に占領した後、同日にウクライナ軍は電撃戦でシェウチェンコヴェを制圧した。パニックに陥ったロシア軍はクプヤンシク市方面に向けて撤退したが、ロシア軍を規模で大きく上回るウクライナ軍は同日にイジュームとクプヤンシク方面で攻勢を継続した。

## 余波
シェウチェンコヴェの戦い後、ウクライナ軍は9月9日にクプヤンシク、9月10日にイジューム、9月12日にVelykyi Burlukとヴォウチャンスクを解放した。